# Influences de l'Islam sur l'art occidental

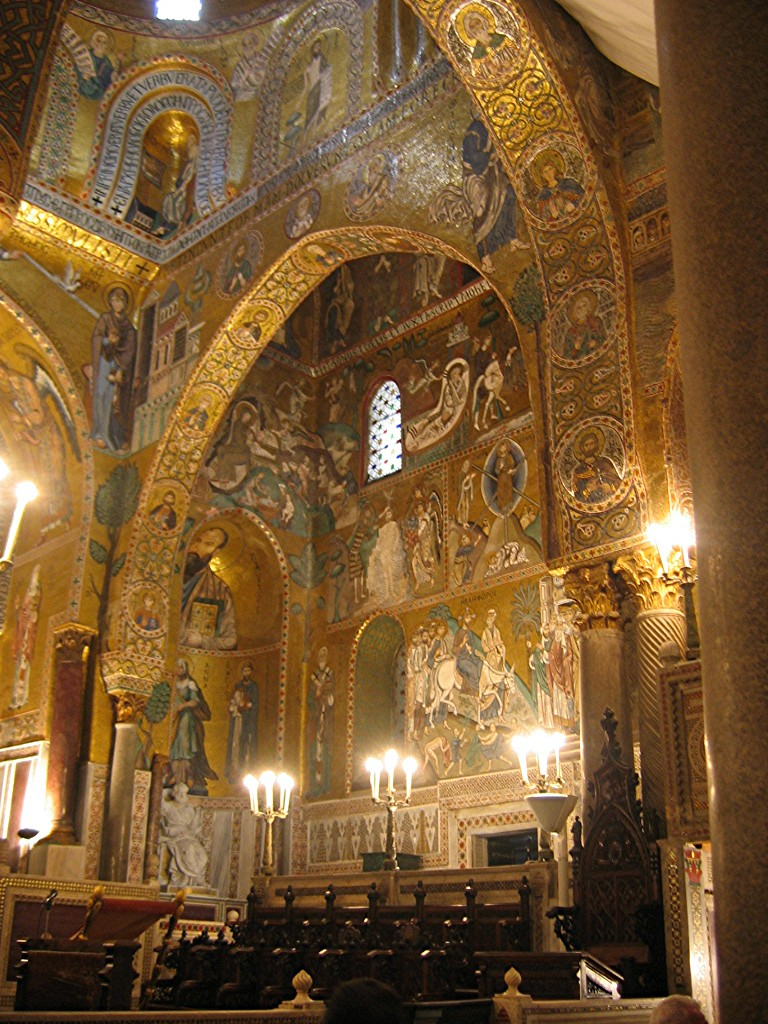
Arches sarrasines et mosaïques byzantines se complémentant au sein de la chapelle palatine de Palerme en Sicile.

Les influences de l'Islam sur l'art occidental sont l'ensemble des éléments des arts de l'Islam et des productions artistiques du monde musulman qui ont influencé l'art chrétien. Durant cette période, la frontière entre la Chrétienté et le monde musulman variait beaucoup et entrainait, dans certains cas, des échanges de populations et des pratiques et techniques artistiques correspondantes. De plus, les deux civilisations entretenaient des liens réguliers par la diplomatie et le commerce, ce qui facilitait les échanges culturels.
Les arts décoratifs de l'Islam était des biens importés de fortes valeurs en Europe durant tout le Moyen Âge. Principalement du fait de certains accidents, la majorité de ces exemples sont ceux qui étaient en possession de l’Église. Dans la première moitié de cette période, les textiles étaient particulièrement importants et étaient principalement utilisés pour les vêtements religieux, les linceuls et les habits de l'élite. La poterie islamique était utilisée dans la vie de tous les jours et était préférée à la poterie européenne. Du fait que les décorations étaient principalement ornementales (ou contenaient, par exemple, des scènes de chasse) et que les inscriptions n'étaient pas comprises, les objets islamiques n'offensaient pas les sensibilités chrétiennes.
Au début de l'Islam, les principaux points de contact entre l'Occident latin et le monde musulman étaient, d'un point de vue artistique, la Sicile et la péninsule Ibérique, qui comptait une forte population musulmane. Plus tard, les républiques maritimes italiennes permirent le commerce de nombreuses œuvres d'art. Lors des Croisades, l'art de l'Islam eut peu d'influence sur l'art des Croisades qui s'est développé dans les États latins d'Orient, bien que cela ait pu stimuler le désir d'importer de l'art islamique chez les Croisés retournant en Europe.
De nombreuses techniques des arts de l'Islam ont formé la base de la culture arabo-normande de la Sicile normande. En effet, les artistes et artisans musulmans y travaillaient selon les méthodes qui leur étaient traditionnelles. Ces techniques incluaient les incrustations de mosaïques ou de métal, la sculpture sur l'ivoire, la porphyre ou autres roches dures, et la fonte du bronze. En péninsule Ibérique, l'art mozarabe des populations chrétiennes vivant sous régime musulman restait très chrétien dans beaucoup d'aspects mais présentait des influences musulmanes dans certains autres ; l'art de repeuplement correspond nombreuses réalisations chrétiennes qui suivent la Reconquista. Elles sont marqués par les arts orientaux, mais elles appliquent le rite clunisien et non mozarabe. Après la Reconquista, les styles mudéjar produit par les artistes musulmans ou Morisques vivant sous régime chrétien présentait d'importantes influences islamiques.

## Sources
- (en) Cet article est partiellement ou en totalité issu de l’article de Wikipédia en anglais intitulé « Islamic influences on Western art » (voir la liste des auteurs).